# Kensington Market (Toronto)

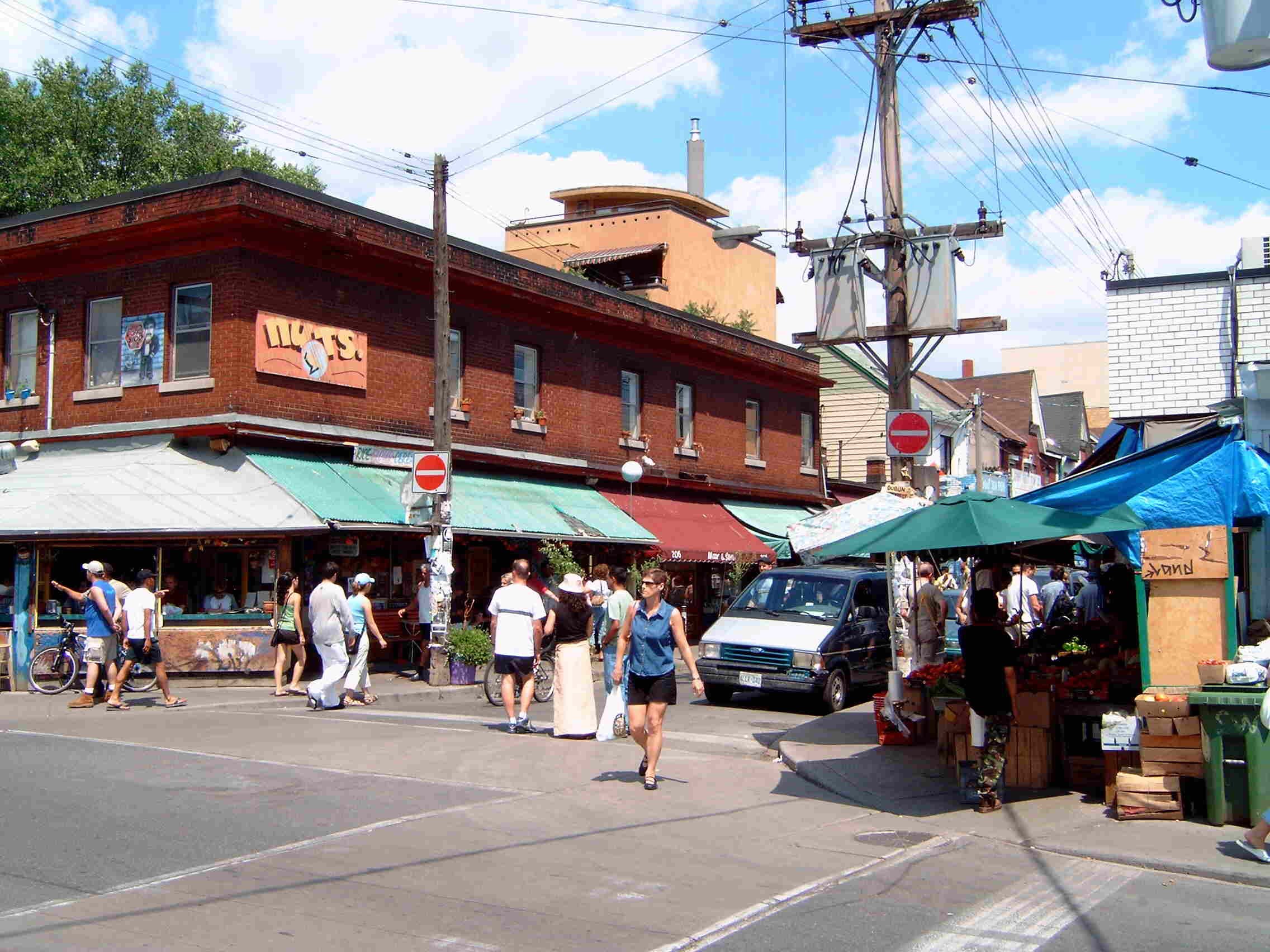
Straßenszene in Kensington Market

Kensington Market ist ein beliebtes, alternativ-multikulturelles Viertel in Toronto, Kanada, das im Jahr 2006 zu einer National Historic Site of Canada erklärt wurde. Der Ort steht als Symbol für das tolerante Toronto mit seinen verschiedenen erfolgreichen Einwanderungswellen und gilt als authentisch. Die vielen Lebensmittelhändler, Cafés, Restaurants und Second-Hand-Läden des „Market“ profitieren von der starken touristischen Anziehungskraft des Ortes, der als der meistfotografierte Bereich Torontos gilt.
Die Nachbarschaft wird ungefähr von der College Street, der Spadina Avenue, der Dundas St. W. und der Bathurst Street eingegrenzt. Die kommerziell wichtigsten Straßen sind Augusta Ave., Nassau St., Baldwin St. und Kensington Ave. Weiter gibt es zahlreiche Gebäude im viktorianischen Stil und Gotteshäuser verschiedener Religionen.

## Geschichte

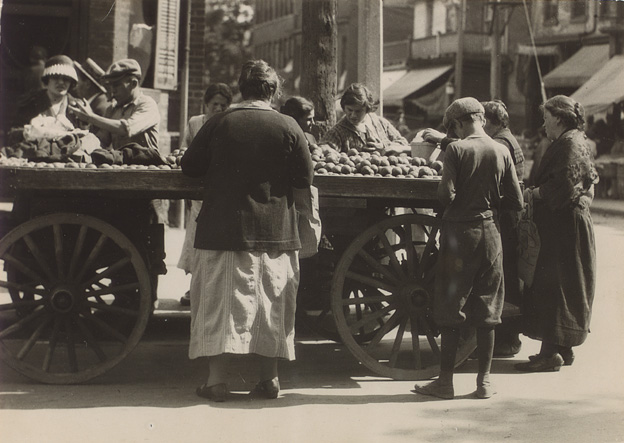
Jüdischer Markttag, Kensington Avenue, 1924

In den 1880ern wurden hier kleine Häuser für irische und schottische Immigranten errichtet; eine kleine Siedlung im viktorianischen Stil entstand, oft mit der Straße zugewandter Gewerbefläche.
Anfang des 20. Jahrhunderts erreichte eine Welle jüdischer Auswanderer aus Osteuropa das Gebiet, das bald „Jewish Market“ oder auch „Kensington Bazaar“ genannt wurde. Zwischen 1920 und 1930 wohnten etwa 60.000 Juden in und um den heutigen Kensington Market.
Nach dem Zweiten Weltkrieg zog ein Großteil der jüdischen Bevölkerung in „bessere“ Viertel; neue Einwandererwellen erreichten den als arm geltenden Kensington Market, darunter zahlreiche Ostasiaten und auch US-Amerikaner, die aus politischer Überzeugung die USA wegen des Vietnamkriegs verließen und dem Viertel einen alternativen Einschlag gaben. Torontos Chinatown schließt direkt an Kensington Market an, und ethnische Chinesen stellen aktuell den größten Teil der Bevölkerung des Viertels dar. In den 1980ern und 1990ern folgten neue Immigrantenwellen aus globalen Krisenherden.
In den letzten Jahren kam es zu der international üblichen Gentrifizierung der Nachbarschaft; zahlreiche zahlungskräftigere Personen haben den Charme der Gegend entdeckt, und für ein etwas gehobeneres Publikum gedachte Cafés und Restaurants haben ältere Geschäfte verdrängt. Entsprechend wird allgemein angenommen, dass man Kensington Market bald nicht mehr als ein Viertel neu eingewanderter Arbeiter ansehen kann.

## Festivals
Im Bellevue Square Park finden im Frühling und Sommer immer wieder Konzerte und Festivals statt.
Das jährlich stattfindende, von der Kensington Market-Legende Ida Carnevali 1987 ins Leben gerufene „Kensington Market Winter Solstice Festival“ belebt zur Zeit der Wintersonnenwende die Straßen des Viertels mit riesigen Pappfiguren, Feuerschluckern und Samba-Musik die Straßen. Bis 2009 endete die Parada im Bellevue Square; seitdem wird als Endpunkt der größere Alexandra Park genutzt, die die Menge an Zuschauern/Teilnehmern beträchtlich angewachsen ist. An dem Festival nehmen immer auch viele heidnisch gesinnte Bewohner Ontarios teil.
Beim Pedestrian Sundays-Festival sind die Straßen des Viertels an mehreren Sonntagen im Sommer autofrei, damit sie für Partys und Konzerte genutzt werden können.
Die jeden zweiten Dienstag im Monat im Augusta House stattfindende Chiaroscuro Reading Series bietet meist neue Geschichten aus den Genres Science-Fiction, Fantasy und Horror.

## Einkommen und Demografie
Die kanadische Volkszählung von 2006 ergab, dass das durchschnittliche Einkommen einer Familie in Kensington $61,339 betrug, deutlich unter dem Stadtdurchschnitt Torontos, $96,602.00.
Kensington hat eine sehr gemischte Bevölkerung, die sich laut der Volkszählung wie folgt zusammensetzt: 47,5 % Chinesen und 7 % Personen mit sonstigem asiatischen Hintergrund, 39 % Kaukasier, 3 % Latino, 0,5 % Araber, 3 % Schwarzafrikanisch.